# Thanh minh thượng hà đồ
Thanh minh thượng hà đồ (giản thể: 清明上河图; phồn thể: 清明上河圖; bính âm: Qīngmíng Shànghé Tú; nghĩa là "tranh vẽ cảnh bên sông vào tiết Thanh minh", hay có ý cho là "tranh vẽ cảnh bên sông vào tiết trời trong sáng") là tên của một số tác phẩm hội họa khổ rộng của Trung Quốc, trong đó bản đầu tiên và nổi tiếng nhất là bức tranh của họa sĩ Trương Trạch Đoan vẽ đời nhà Tống. Tác phẩm mô tả cảnh sống của người dân Trung Quốc đời Tống tại kinh đô Biện Kinh (tức Khai Phong ngày nay) với đầy đủ những sinh hoạt thường nhật, trang phục, ngành nghề, các chi tiết kiến trúc, đường sá cũng được mô tả kỹ lưỡng với nhiều màu sắc trên một diện tích rộng. Thanh minh thượng hà đồ được vẽ trên một cuộn giấy dài có kích thước 24,8×528,7 cm.
Danh tiếng của Thanh minh thượng hà đồ tại Trung Quốc rất lớn, chính vì vậy đôi khi nó được gọi là "Mona Lisa của Trung Quốc". Nó là báu vật của nhiều triều đại phong kiến Trung Quốc và hiện được trưng bày tại Cố Cung Bắc Kinh.

## Mô tả

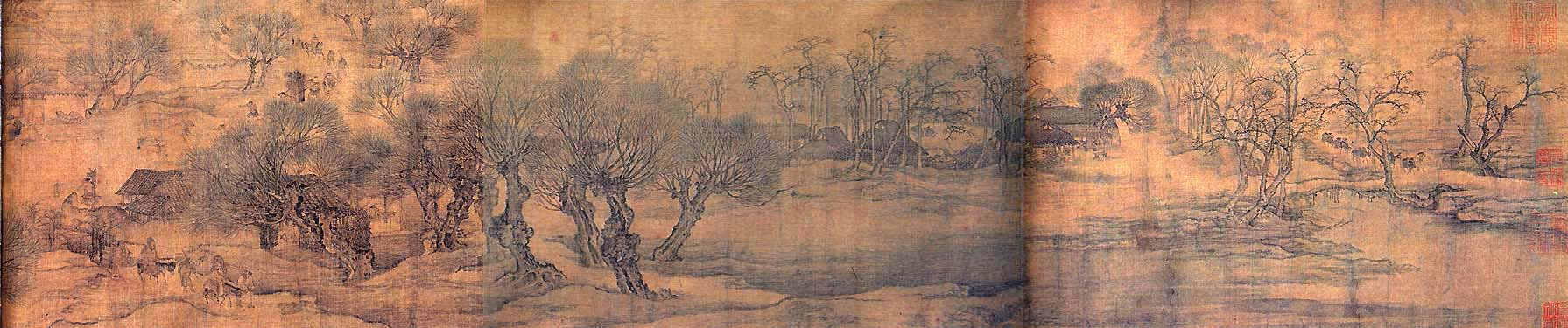
Phần ngoài cùng bên phải minh họa cảnh thôn dã với nhiều cây cối

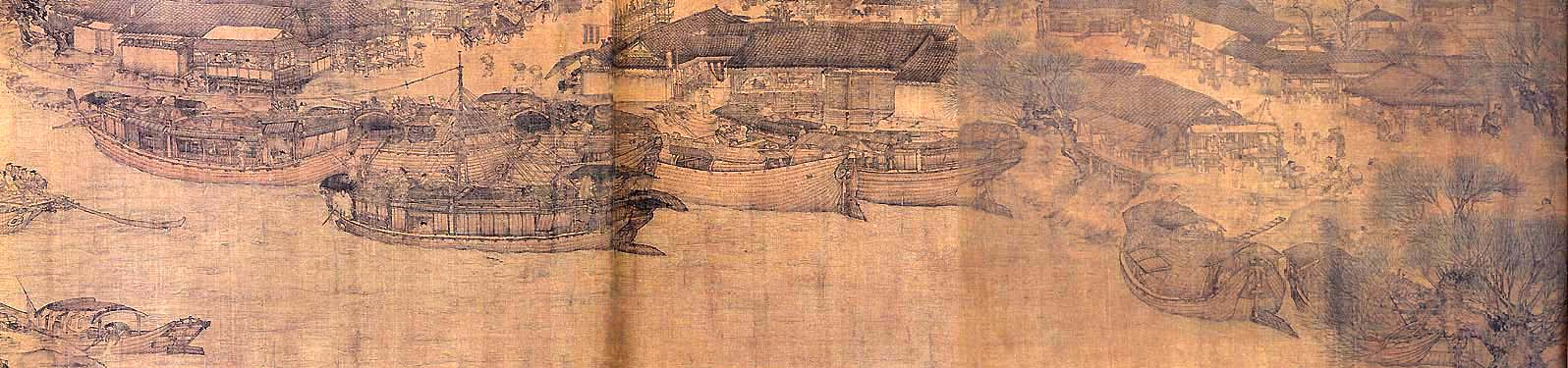
Phần tranh mô tả bến cảng với nhiều thuyền buồm đỗ dọc sông

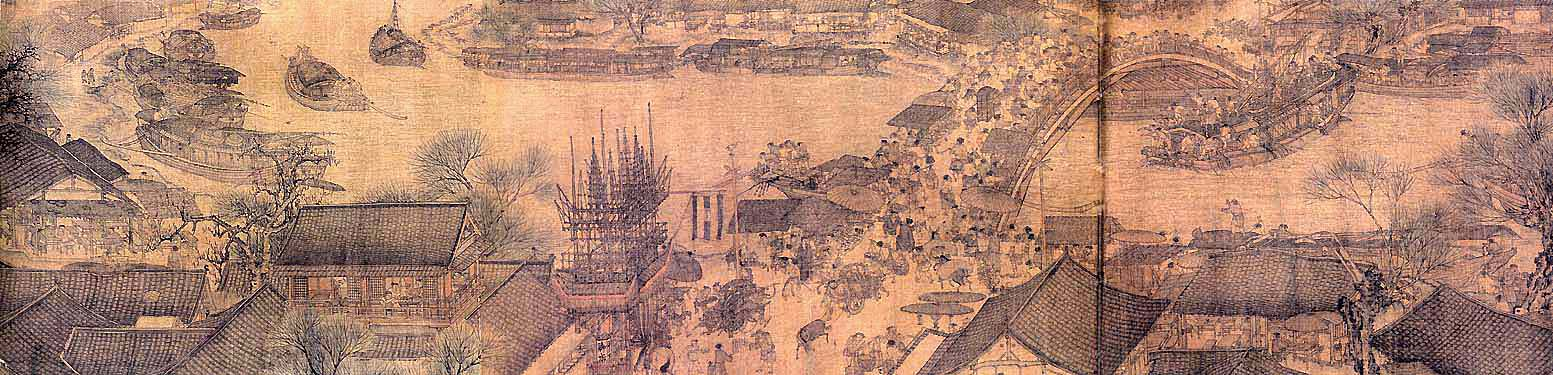
Phần tranh bên trái của bến cảng mô tả cảnh cây cầu kiểu cổ với rất nhiều hàng quán ngay trên cầu, phía dưới là một chiếc thuyền chưa cất hết buồm đang tìm cách cập bến

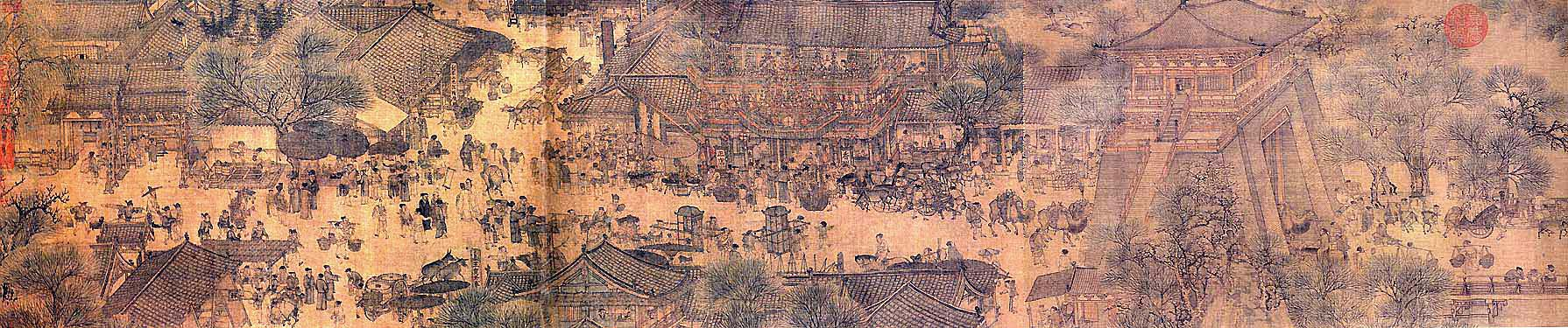
Phần tranh bên phải mô tả đại môn Biện Kinh với phố xá tấp nập và rất nhiều loại cửa hiệu, người buôn bán

### Bản gốc
Trên diện tích 1,31 m² của Thanh minh thượng hà đồ, họa sĩ Trương Trạch Đoan đã vẽ chi tiết tổng cộng 814 nhân vật, 28 thuyền, 20 xe cộ, 60 con vật và 170 cây cối trên ba phần tương đối phân biệt. Phần ngoài cùng bên phải mô tả vùng ngoại ô Biện Kinh với các cánh đồng, những người nông dân, tiều phu và mục đồng, phần này được ngăn cách với phần giữa bằng cây cầu đông người qua lại. Phần ở giữa bức tranh mô tả các hoạt động, nhà cửa ở bên ngoài đại môn Biện Kinh. Phần ngoài cùng bên trái bức tranh mô tả cuộc sống nhộn nhịp bên trong thành với rất nhiều hàng quán, người qua lại với đủ dáng điệu, quần áo, cử chỉ.
Theo tên của bức tranh, Thanh minh thượng hà đồ, có thể hiểu đây là cảnh sinh hoạt của người dân Trung Quốc vào tiết Thanh minh tảo mộ ở Biện Kinh (nay là Khai Phong), kinh đô Bắc Tống. Tuy nhiên cũng có ý kiến cho rằng thành phố được miêu tả trong bức tranh là không có thực và rằng cái tên của bức tranh chỉ có ý nói tới một ngày có tiết trời trong sáng. Thời điểm mô tả trong bức tranh là sau năm 1085 (năm sinh của Trương Trạch Đoan) và trước năm 1127 (năm Biện Kinh rơi vào tay nhà Kim).

### Các phiên bản khác
Thanh minh thượng hà đồ sau này đã được rất nhiều họa sĩ khác mô phỏng phong cách vẽ chi tiết và cách bố cục bức tranh. Bức Thanh minh thượng hà đồ vẽ thời nhà Minh có cấu trúc tương tự nhưng được vẽ trên khổ dài hơn (6,7 m) với các chi tiết kiến trúc, trang phục của người Trung Quốc đời nhà Minh. Một phiên bản khác được vẽ năm 1736 (đời nhà Thanh) để dâng lên hoàng đế Càn Long, bức này được quân đội Tưởng Giới Thạch đem khỏi Cố Cung năm 1949 và hiện trưng bày ở Bảo tàng Cố cung Đài Bắc, đây là phiên bản mở rộng rất nhiều của bức tranh gốc, nó có tới hơn 4.000 nhân vật được vẽ trên khổ giấy 0,35×11 m trong đó phần ngoài cùng bên phải tương tự như Thanh minh thượng hà đồ gốc còn phần bên trái có thêm các chi tiết hoàng cung, vườn thượng uyển và các cung nữ.

## Quyền sở hữu
Thanh minh thượng hà đồ là một trong những tác phẩm hội họa nổi tiếng nhất của nghệ thuật phong kiến Trung Quốc, đôi khi nó được gọi là "Mona Lisa của Trung Quốc". Đây là báu vật của nhiều triều đại phong kiến nước này, nó chỉ rời khỏi lãnh thổ Trung Quốc một thời gian ngắn khi hoàng đế Phổ Nghi đem theo bức tranh về Mãn Châu quốc trước khi được mua lại và lưu giữ trong Bảo tàng Cố Cung tại Cố Cung, Bắc Kinh. Phiên bản nổi tiếng đời nhà Thanh của Thanh minh thượng hà đồ hiện được trưng bày tại Bảo tàng Cố cung Đài Bắc, đây là một trong số nhiều báu vật được quân đội Quốc dân đảng Trung Quốc đem theo sang Đài Loan khi họ rút khỏi Đại lục năm 1949. Cả hai tác phẩm đều được coi là báu vật quốc gia và chỉ được trưng bày trước công chúng một cách hạn chế. Một số phiên bản khác ít nổi tiếng hơn của bức tranh có thể tìm thấy ở các bộ sưu tập công cộng và tư nhân bên ngoài Trung Quốc.